# Ratkovica
Ratkovica is een plaats in de gemeente Pleternica in de Kroatische provincie Požega-Slavonië. De plaats telt 272 inwoners (2001).